# 나비드 네가반
나비드 네가반(1968년 6월 2일 ~ )은 이란의 배우다.

## 성장 과정
네가반은 이란 마슈하드에서 태어났다. 8살 때, 네가반은 무대에서 노인 역을 연기하면서 극장에 관심을 가지기 시작했다. 20살 때 네가반은 터키로 이주했고 이후 독일로 이주했으며, 8년 반을 거기서 지냈다. 독일에서는 극단에서 일했으며, 1993년 미국으로 이주하였다. 네가반은 영어, 페르시아어, 다리어, 독일어를 유창하게 구사한다.

## 출연 작품

### 영화
- 브라더스 - 스위니 역
- 어쌔신: 더 비기닝
- 12 솔져스 - 도스툼 역
- 다마스쿠스 커버
- 알라딘 - 술탄
- 배트맨: 더 둠 댓 케임 투 고담 - 라스 알 굴 역 (목소리)